# 埃丝特·库珀·杰克逊
埃丝特·维多利亚·库珀·杰克逊（英語：Esther Victoria Cooper Jackson，1917年8月21日—2022年8月23日）是美国的民权活动家和社会工作者。她是民权运动核心期刊《自由之路》的创始编辑之一，曾与雪莉·格雷厄姆·杜波依斯、W·E·B·杜波依斯、爱德华·斯特朗（Edward Strong）和路易斯·E·伯纳姆合作。她还担任南方黑人青年大会的执行秘书。

## 早年生活与职业生涯
杰克逊于1917年8月21日出生于弗吉尼亚州阿灵顿，父母是乔治·波塞亚·库珀（George Posea Cooper），母亲是埃丝特·乔治亚·欧文·库珀，担任全国有色人种协进会阿灵顿分会的主席。她在童年时期上的是种族隔离的学校。1938年，杰克逊在奥伯林学院获得学士学位，并于1940年在菲斯克大学获得社会学硕士学位。1940年，她发表题为《黑人女佣与工会主义的关系》（The Negro Woman Domestic Worker in Relation to Trade Unionism）的论文。毕业后，她获得了罗森瓦尔德奖学金，用于支持她研究黑人青年对第二次世界大战的态度。她原计划在芝加哥大学攻读社会学博士学位期间进行这项研究。
关于她的成长和家庭，杰克逊回忆道：

| Our parents always told us that if we got the grades, and passed the tests, that they would make sure that we would go to any college of our choice. So, they didn't go in for a lot of expensive furniture or anything else—we had lots of books, and at home reading of poetry, we had the Harvard Classics and all that. Their values were passed on to us. | 我们的父母总是告诉我们，如果我们考好成绩，通过考试，他们会确保我们能去任何我们选择的大学。因此，他们并不追求昂贵的的家具或其他东西——我们有很多书籍，在家里阅读朗诵诗歌，我们还有哈佛经典等等。他们的价值观传给了我们。 |

1945年，她成为伦敦世界青年大会（World Youth Congress）的代表，并担任美国依赖民族问题小组（American Subcommittee on Problems of Dependent Peoples）的主席。
研究生院毕业后，杰克逊成为阿拉巴马州伯明翰的南方黑人青年大会（SNYC）投票项目的工作人员。在与SNYC合作期间，她遇到了她的未来丈夫詹姆斯·E·杰克逊，他是一名马克思主义理论家，曾担任劳工组织者和美国共产党官员。她在2004年接受采访时解释称，她的丈夫和SNYC在1937年帮助弗吉尼亚州的烟草工人成功争取了每天八小时工作制和加薪。当年烟草工人发起了自1905年以来维吉尼亚州的首次罢工，根据C·阿尔文·休斯（C. Alvin Hughes）的说法，他们的成果“帮助SNYC在南方的黑人工人阶级中赢得了一定的支持”。
杰克逊最初只计划在阿拉巴马州呆一个夏天，但最终在那里呆了七年，参与了推翻吉姆·克勞法种族隔离制度的斗争。杰克逊作为SNYC的杰出领导者，与她的丈夫、路易斯·E·伯纳姆和多萝西·伯纳姆（Dorothy Burnham）、爱德华·斯特朗（Edward Strong）、萨莉·戴维斯（Sallye Davis）和弗兰克·戴维斯（Frank Davis）（安吉拉和法妮娅·戴维斯的父母）等人一起，进行了许多促进黑人和贫穷白人权利的运动。SNYC为公共交通系统的融合进行了激烈的斗争，这为之后的1950年代和1960年代的斗争做了重要准备。SNYC积极鼓动融合具有种族隔离的公共交通系统，这为之后的1950年代和1960年代的斗争做了重要准备。

## 《自由之路》编辑
1961年，杰克逊在纽约成为《自由之路》的主编，该杂志由埃丝特·杰克逊、路易斯·伯纳姆、南方基督教领袖大会的杰克·奥德尔以及作家洛兰·汉斯伯里共同创办。《自由之路》是20世纪美国黑人艺术和知识运动的核心理论期刊。该期刊自1961年开始发行，吸引了历史学家、社会学家、经济学家、艺术家、工人和学生撰写关于黑人历史、传统和文化的文章。杰克逊将其称为“解放我们人民的工具”。《自由之路》也是一份具有全球影响力的政治、艺术和知识期刊，发表了巴勃罗·聂鲁达、德里克·沃尔科特等国际诗人的作品，以及非洲领导人夸梅·恩克鲁玛、朱利叶斯·尼雷尔、阿戈什蒂纽·内图、乔莫·肯雅塔的文章，还有加勒比地区的左翼作家塞利尔·莱昂内尔·罗伯特·詹姆斯，以及詹姆斯·鲍德温、愛麗絲·華克、保罗·罗伯逊、尼基·乔瓦尼和洛林·汉斯伯里等非裔美国作家的作品。最杰出的非裔美国艺术家如雅各布·勞倫斯、罗马尔·比尔登和伊丽莎白·卡特莱特免费为该期刊设计封面，该期刊在全球范围内有广泛的读者群。《自由之路》将1960年代美国南部和北部的民权斗争观点相结合，并提供泛非主义等文化和政治潮流的国际视角，使其通常被视为黑人艺术运动的先驱。

## 个人生活
杰克逊和她的丈夫詹姆斯·E·杰克逊于1941年结婚，并育有两子。他们于1951年搬到布鲁克林，直到丈夫于2007年去世。2015年，杰克逊搬到了波士顿的一家退休设施。2022年8月23日，她在105岁生日两天后去世。

## 作品
- (M.A.论文). Fisk University. 1940  [2023-07-17]. （原始内容存档于2023-07-17）. excerpts reprinted in Viewpoint Magazine 5 (October 2015). OCLC 60976760. （英語）
- . National Committee to Defend Negro Leadership. 1953  [2023-07-17]. （原始内容存档于2023-07-17） （英语）.
- Jackson, Esther C; Pohl, Constance. . Boulder: Westview Press. 2000 （英语）.

## 延伸阅读
- Brown, Sarah Hart. . Clayton, Bruce E.; Salmond, John A.  (编). . Gainesville, Fla: University Press of Florida. 2003: 203–224. ISBN 081302675X. OCLC 495255239 （英语）.
- Gore, Dayo F.; Theoharis, Jeanne; Woodard, Komozi (编). . New York: NYU Press. 2009. ISBN 978-0814783146. OCLC 326484307 （英语）.
- Haviland, Sara. . Lexington, KY: University Press of Kentucky. 2015. ISBN 978-0813166261. OCLC 923250353 （英语）.
- Lewis, David. . London; New York: Routledge. 2010. ISBN 978-1317990604. OCLC 1058696533 （英语）.
- McDuffie, Erik. . Durham, NC: Duke University Press. 2011. ISBN 978-0822350507. OCLC 795456631 （英语）.